# Joe Raad
Joe Raad (em árabe: جو رعد; nascido a 9 de janeiro de 1984, em Beirut, Líbano) é um cantor, compositor, director de música  e compositor libanês.

## Discografia

### Álbuns de estudio
- 2007: Malawe
- 2008: Berohl
- 2012: Talei
- 2014: Nazra Minnak
- 2015: Aayb Aalli Byaamel Aayb
- 2015: Ana Bachhadlak
- 2016: Wesh Endak[14]
- 2017: Mastah

### Álbuns ao vivo
- 2014: Nazra Minnak
- 2015: Aayb Aalli Byaamel Aayb
- 2015: Ana Bachhadlak
- 2016: Wesh Endak
- 2017: Mastah